# 平和島本線料金所
平和島本線料金所（へいわじまほんせんりょうきんじょ）は、東京都大田区の、首都高速1号羽田線の浜崎橋方面（上り線）にかつて設置されていた本線料金所である。現在は平和島入口料金所として一部のみ残されている

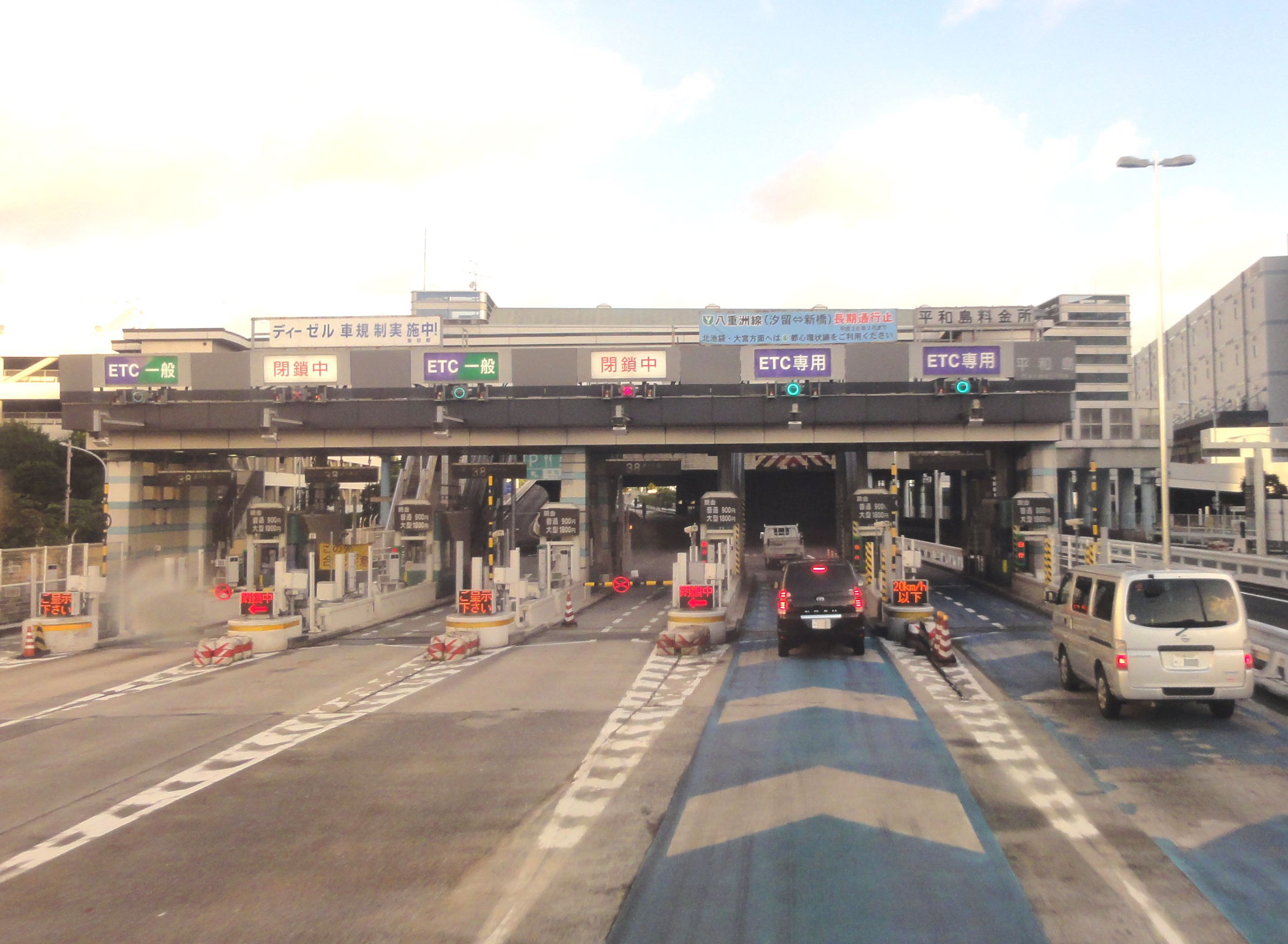
平和島本線料金所

## 道路
- 首都高速1号羽田線

## 料金所
- ブース数：2

### 平和島入口料金所
- - ETC/一般：1
  - 閉鎖中：1

### かつて存在した施設
- ブース数：4
  - ETC専用：2
  - ETC/一般：1
  - 閉鎖中：1

## 廃止
かつては首都高速の料金が地域別となっていたため、当料金所で神奈川線から東京線に入る車両に対して料金を徴収していたが、2012年1月1日の距離別料金への移行に伴い、当料金所で料金を徴収するのは羽田入口・空港西入口から流入する車のみとなっていた。
当該の2入口に料金所を設置することで代替可能となるため、2018年5月20日22時をもって当料金所での料金収受を終了し、その後施設を撤去することとなった。

## 隣
首都高速1号羽田線
(104)鈴ヶ森出入口 - 平和島PA - 平和島本線料金所（浜崎橋方面） / (106)平和島出入口（浜崎橋方面）